# آیلین رومرو
ایلین آکسیلیادورا رومرو واله (زاده ۳ فوریه ۱۹۷۴ – درگذشته ۲۵ اکتبر ۲۰۲۱) یک وکیل، سیاستمدار و کارمند دولتی اهل السالوادور بود. او عضو حزب ائتلاف ملی بود و از سال ۲۰۱۸ تا ۲۰۲۱ در مجلس قانونگذاری السالوادور خدمت کرد.

## اوایل زندگی
آیلین رومرو در ۳ فوریه ۱۹۷۴ در حومه سن سالوادور مکزیکی‌ها به دنیا آمد. پدرش، آنتونیو رومرو دیاز، یک تاجر بود. او که با هفت شکستگی استخوان به دنیا آمد، در طول زندگی خود با عوارض بیماری استخوان شکننده ، اختلال استخوان‌زایی زندگی کرد و از ویلچر برای تحرک استفاده کرد.
هنگامی که رومرو هشت ساله بود، پدر رومرو در جنگ داخلی السالوادور درگذشت. رومرو و مادرش سوفیا سانتوس واله از سن سالوادور نقل مکان کردند تا در نزدیکی خانواده در شهر کوچک روستایی سن پابلو تاکاچیکو زندگی کنند.
به دلیل عدم حمایت السالوادور از افراد دارای هر نوع ناتوانی جسمی، رومرو تحصیلات ابتدایی خود را تا سن ۱۳ سالگی شروع نکرد. او ادامه داد و مدرک لیسانس عمومی خود را در سال ۱۹۹۸ در مدرسه لیسه مسیحی مرکزی کشیش خوان بوئنو در سن سالوادور به پایان رساند.
در سال ۲۰۰۴، او مدرک حقوق خود را از دانشگاه کریستیانا د لاس آسامبلاس د دیوس (دانشگاه مسیحی مجامع خدا) دریافت کرد و وکیل شد. دیوان عالی دادگستری در سال ۲۰۰۸ او را به عنوان وکیل جمهوری السالوادور منصوب کرد و این سمت را تا زمان مرگش حفظ کرد.

## حرفه
آیلین رومرو در بسیاری از پست‌های خدمات عمومی، به ویژه آنهایی که به نمایندگی از افراد دارای معلولیت در کمیته‌ها و هیئت‌های ملی و بین‌المللی حضور داشتند، بر عهده داشت. در میان نقش‌هایش، او به عنوان همکار حقوقی دپارتمان بازرسی وزارت کار و رفاه اجتماعی السالوادور، نماینده بخش افراد و رئیس فوری دفتر مشاوره کار کاربران خدمت کرد.
رومرو در سال ۲۰۰۵ نماینده السالوادور در کنوانسیون بین‌المللی حقوق افراد دارای معلولیت سازمان ملل در شهر نیویورک بود.
از سال ۲۰۱۱، او به عنوان نماینده وزارت کار و رفاه اجتماعی السالوادور در کمیته فنی شورای ملی توجه همه‌جانبه به افراد دارای معلولیت (CONAIPD) خدمت کرد.
با توجه به موفقیت او، او اغلب در رسانه‌های ملی و بین‌المللی برای کارهای الهام بخش خود شناخته شد. پوشش شامل شبکه آمریکایی یونیویزیون، برنامه تلویزیونی مسیحی انجیلی باشگاه ۷۰۰ و شبکه بریتانیایی آی‌تی‌وی بود.

## زندگی سیاسی
رومرو در پایان سال ۲۰۱۷ نامزدی خود را برای پست معاونت ملی برای انتخابات قانونگذاری و شهرداری اعلام کرد. او در انتخابات ۴ مارس ۲۰۱۸ ۲۰۷۱۸ رای به دست آورد.
در این نقش، رومرو انتخاب قضات، دادستان و دریافت تغییر دولت را انجام داد و رهبری کرد. او به تجزیه و تحلیل، مطالعه و نظر در مورد موضوعات ارائه شده در کمیسیون‌های قانونگذاری پرداخت. قانونگذاری و مسائل قانون اساسی؛ خانواده، جوانان، سالمندان و افراد دارای معلولیت؛ امور شهرداری؛ کار؛ و رفاه اجتماعی. علاوه بر این، او روندهای قانونی پروژه‌های اصلاح قانون، نظرات صادر شده از سوی کمیسیون‌های قانونگذاری و سایر درخواست‌ها و پیشنهادات وارد شده به مجلس را زیر نظر داشت.

## سلامتی و مرگ
رومرو با ناتوانی‌های جسمی ناشی از اختلال استخوان‌زایی زندگی می‌کرد که «استخوان‌های کریستالی» یا «بیماری استخوان شکننده» نیز نامیده می‌شد.
رومرو در ۴۷ سالگی بر اثر ایست قلبی درگذشت.